# Edie McClurg
Edie McClurg (Kansas City, Missouri, 23 de juliol de 1945) és una actriu estatunidenca coneguda, especialment, pels seus nombrosos papers secundaris. Ha aparegut en pel·lícules com Carrie (1976), Ferris Bueller's Day Off (1986), El riu de la vida (1992), Nascuts per matar (1994) o Flubber (1997). Dins de la seva trajectòria destaquen les seves participacions en comèdies dels anys 80 i 90 com Cheech and Chong's Next Movie (1980), Mr. Mom (1983), El pare torna a estudiar (1986) o Planes, Trains and Automobiles (1987); la majoria d'elles escrites i/o dirigides per John Hughes.
McClurg també ha tingut una petita carrera televisiva que va començar com a col·laboradora habitual de The David Letterman Show. Posteriorment va aconseguir força reconeixement pels seus papers de Bonnie Brindle a la sèrie Small Wonder (1985-1987) i de Mrs. Patty Poole a The Hogan Family (1986-1991). Des de 1977 ha protagonitzat nombrosos anuncis i ha fet aparicions esporàdiques en altres sèries com The Golden Girls, Roseanne, Seinfeld, Sabrina, the Teenage Witch, Malcolm in the Middle i Hannah Montana, entre d'altres.
Com a dobladora, McClurg ha posat veu a diversos personatges d'animació. Destaca la seva col·laboració amb Walt Disney Animation Studios i Pixar on ha treballat en pel·lícules d'animació com La Sireneta (1989), A Bug's Life (1998), Cars (2006), Cars 2 (2011), En Ralph, el destructor (2012) o Frozen: El regne del gel (2013), entre d'altres.

## Vida íntima
McClurg va néixer a Kansas City, Missouri el 23 de juliol de 1945, filla d'un carter i d'una secretària de la FAA. El seu germà gran, Bob McClurg va tenir una curta carrera interpretativa entre els anys 70 i 80. Ambdós van formar part del grup d'improvisació còmica The Groundlings de Los Angeles.
Edie McClurg va estudiar a la Universitat de Missouri-Kansas City. Després de graduar-se el 1967, va impartir-hi classes de ràdio durant vuit anys. També va obtenir un Màster a la Universitat de Syracuse.
A principis del 2019 va transcendir que l'actriu Edie McClurg sofria demència.

## Treballs
| Títol                                         | Any  | Paper                                       | Notes                                         |
| --------------------------------------------- | ---- | ------------------------------------------- | --------------------------------------------- |
| Carrie                                        | 1976 | Helen Shyres                                | Debut                                         |
| Cracking Up                                   | 1977 | Paper sense nom                             |                                               |
| Cheech & Chong's Next Movie                   | 1980 | Mare de Gloria                              |                                               |
| Oh, God! Book II                              | 1980 | Secretària de Mr. Benson                    |                                               |
| I si ens mengem en Raül?                      | 1982 | Susan                                       |                                               |
| Pandemònium                                   | 1982 | Mare de Blue                                |                                               |
| The Secret of NIMH                            | 1982 | Miss Right (veu)                            | Pel·lícula d'animació                         |
| Mr. Mom                                       | 1983 | Senyora del Check Out                       |                                               |
| Cheech & Chong's The Corsican Brothers        | 1984 | La Reina                                    |                                               |
| The Longshot                                  | 1986 | Donna                                       |                                               |
| Ferris Bueller's Day Off                      | 1986 | Grace                                       |                                               |
| El pare torna a estudiar                      | 1986 | Marge Sweetwater                            |                                               |
| Planes, Trains and Automobiles                | 1987 | Agent de lloguer de cotxes                  |                                               |
| She's Having a Baby                           | 1988 | Lynn                                        |                                               |
| Elvira: Mistress of the Dark                  | 1988 | Chastity Pariah                             |                                               |
| Kiki,l'aprenent de bruixa                     | 1989 | Barsa (veu)                                 | Versió doblada de Disney                      |
| La Sireneta                                   | 1989 | Carlotta (veu)                              | Pel·lícula d'animació                         |
| La petita Sue                                 | 1991 | Secretària                                  |                                               |
| Tiny Toon Adventures: How I Spent My Vacation | 1992 | Winnie Pig (veu)                            | Spin-off, directe en format vídeo             |
| El riu de la vida                             | 1992 | Mrs. Burns                                  |                                               |
| Stepmonster                                   | 1993 | Dr. Emmerson                                | Directe en format vídeo                       |
| Airborne                                      | 1993 | Tia Irene                                   |                                               |
| Nascuts per matar                             | 1994 | Mare de Mallory                             |                                               |
| Under the Hula Moon                           | 1995 | Dolly                                       |                                               |
| Carpool                                       | 1996 | Mare de Franklin (només veu)                |                                               |
| Casper: A Spirited Beginning                  | 1997 | Bibliotecària                               | Directe en format vídeo                       |
| Flubber                                       | 1997 | Martha George                               |                                               |
| Ted                                           | 1998 | Mare                                        |                                               |
| Holy Man                                      | 1998 | Senyora de la bugaderia #2                  |                                               |
| Rugrats (The Rugrats Movie)                   | 1998 | Infermera (veu)                             | Pel·lícula d'animació                         |
| A Bug's Life                                  | 1998 | Dr. Flora (veu)                             | Pel·lícula d'animació                         |
| Can't Stop Dancing                            | 1999 | Beverly McGuire                             |                                               |
| The Manor                                     | 1999 | Mrs. Ellen French                           | Basat en el joc Ravenscroft                   |
| My Neighbors the Yamadas                      | 1999 | Sense acreditar (veu)                       | Versió doblada de Disney                      |
| Penjades                                      | 2000 | Esther                                      |                                               |
| Meeting Daddy                                 | 2000 | Dot                                         |                                               |
| The Little Mermaid II: Return to the Sea      | 2000 | Carlotta (veu)                              | Pel·lícula d'animació directe en format vídeo |
| Van Wilder: La festa salvatge                 | 2002 | Guia del Campus                             |                                               |
| Changing Hearts                               | 2002 | Infermera Rollins                           |                                               |
| The Master of Disguise                        | 2002 | Mare Disguisey                              |                                               |
| Now You Know                                  | 2002 | Pat                                         |                                               |
| Air Bud: Spikes Back                          | 2003 | Gram Gram                                   | Directe en format vídeo                       |
| Dickie Roberts: Former Child Star             | 2003 | Senyora Gertrude                            |                                               |
| Fish Without a Bicycle                        | 2003 | Greta                                       |                                               |
| To Kill a Mockumentary                        | 2004 | Estelle                                     | Directe en format vídeo                       |
| Home on the Range                             | 2004 | Mollie la truja (veu)                       | Pel·lícula d'animació                         |
| Breaking Dawn                                 | 2004 | Infermera Olivia                            |                                               |
| Mickey's Twice Upon a Christmas               | 2004 | Presentador del taller de Santa Claus (veu) | Pel·lícula d'animació directe en format vídeo |
| Cars                                          | 2006 | Minny (Veu)                                 | Pel·lícula d'animació                         |
| Scooby-Doo! Pirates Ahoy!                     | 2006 | Peggy Jones/ Sea Salt Sally (veu)           | Pel·lícula d'animació directe en format vídeo |
| Simple Things                                 | 2007 | Maggie Perkins                              |                                               |
| Fired Up!                                     | 2009 | Ms.Klingerhoff                              |                                               |
| Holyman Undercover                            | 2010 | Martha                                      |                                               |
| Cars 2                                        | 2011 | Minny (Veu)                                 | Pel·lícula d'animació                         |
| Foodfight!                                    | 2012 | Mrs. Butterworth (Veu)                      | Pel·lícula d'animació                         |
| En Ralph, el destructor                       | 2012 | Mary (veu)                                  | Pel·lícula d'animació                         |
| Frozen: el regne del gel                      | 2013 | Gerda (veu)                                 | Pel·lícula d'animació                         |
| A Long Way Off                                | 2014 | Mrs.Grey                                    |                                               |
| Theresa Is a Mother                           | 2016 | Cloris McDermott                            |                                               |
| Zootròpolis                                   | 2016 | Grup d'ADR (veu sense acreditar)            | Pel·lícula d'animació                         |
| Eyes Upon Waking                              | -    | Infermera Jane                              | En postproducció                              |